# 義大利跆拳道協會
意大利跆拳道協會（意大利語：Federazione Italiana Taekwondo），簡稱FITA，是意大利跆拳道的國家體育管理機構。義大利跆拳道協會也是意大利國家奧林匹克委員會、歐洲跆拳道聯盟的成員。

## 外部連結
- 官方网站 （義大利語）